# Deutsche Schlager-Festspiele 1999
Die Deutschen Schlager-Festspiele 1999 fanden am 15. Mai 1999 in der Oberschwabenhalle in Ravensburg statt. Die Arbeitsgemeinschaft deutscher Musikwettbewerbe (ARGE) hatte wie im Vorjahr Texter und Komponisten aufgerufen, Songs für diese Veranstaltung einzureichen.
Aus zahlreichen eingereichten Titeln wählte eine Jury zwölf Titel für die Schlager-Festspiele 1999 aus, die sich am 15. Mai anlässlich einer Live-Sendung des Südwestfunks innerhalb der ARD aus Ravensburg dem Publikum und den Juroren stellten. Durch die Sendung führte wie in den Vorjahren Dieter Thomas Heck.
Nach Vorstellung der Titel konnten die Zuschauer sowie Jurys aus den zwölf ARD-Rundfunkanstalten ihre Wertungen abgeben. Sieger wurden Rosanna Rocci und Michael Morgan mit dem Titel Ich gehör’ zu dir, den Alfons Weindorf komponiert und Bernd Meinunger getextet hatte. Die Autoren und die beiden Interpreten erhielten dafür die „Goldene Muse“. Die „Silberne Muse“ gewannen Tex Shultzieg und Erich Offierowski als Autoren des Titels Ich will leben, der von Anja Odenthal gesungen und interpretiert wurde. Die „Bronzene Muse“ erhielt Stephan Slowik der, als Autor in Personalunion, für Text und Musik des Titels Schenk mir deine Träume, gesungen von Olaf Berger, verantwortlich zeichnet. Einige Titel der Schlager-Festspiele 1999, vor allem der Siegertitel, werden hin und wieder im Rundfunk gespielt. Alle Titel sind auf einer CD erschienen.
Die Deutschen Schlager-Festspiele 1999 waren die letzte Veranstaltung dieser Art. Seither gab es keine entsprechenden Musikwettbewerbe mehr.

## Die Platzierung der Schlager-Festspiele 1999
| Startnr. | Interpret                        | Titel                      | Platz | Punkte | Musik                 | Text              |
| -------- | -------------------------------- | -------------------------- | ----- | ------ | --------------------- | ----------------- |
| 10       | Rosanna Rocci und Michael Morgan | Ich gehör zu dir           | 01.   | 289    | Alfons Weindorf       | Bernd Meinunger   |
| 12       | Anja Odenthal                    | Ich will leben             | 02.   | 186    | Tex Shultzieg         | Erich Offierowski |
| 02       | Olaf Berger                      | Schenk mir deine Träume    | 03.   | 161    | Stephan Slowik        | Stephan Slowik    |
| 07       | Hanne Haller                     | Während du mich liebst     | 04.   | 160    | Hanne Haller          | Bernd Meinunger   |
| 04       | Tom Astor                        | Ehrlichkeit                | 05.   | 152    | Mark Bender           | Mark Bender       |
| 08       | Karat                            | Das kann niemand so wie du | 06.   | 145    | Erich Virch           | Erich Virch       |
| 03       | Bianca und Ray                   | Für dich amore blu         | 07.   | 123    | Ray Watts             | Mats Björklund    |
| 05       | Elke Martens                     | Er ist nicht wie du        | 08.   | 112    | Francesco Bruletti    | Uwe Haselsteiner  |
| 11       | Andreas Martin                   | Im Sturm der Gefühle       | 09.   | 104    | Andreas Martin-Krause | Holger Obenaus    |
| 06       | Jens Bogner                      | Heut’, hier und jetzt      | 10.   | 070    | Stephan Slowik        | Stephan Slowik    |
| 01       | Nina Falk                        | Ich steh’ zu dir           | 10.   | 070    | Matthias Ulmer        | Harald Bareth     |
| 09       | Marina Hess                      | Antwort auf Zärtlichkeit   | 12.   | 068    | Andreas Goldmann      | Heike Fransecky   |

## Endergebnisübersicht nach Jury- und Ted-Wertung Deutsche Schlager Festspiele 1999
| Titel                      | BR | HR | MDR | NDR | ORB | Radio Bremen | SFB | SR | WDR | SWR | TED | Platz | Punkte |
| -------------------------- | -- | -- | --- | --- | --- | ------------ | --- | -- | --- | --- | --- | ----- | ------ |
| Ich gehör zu dir           | 11 | 11 | 12  | 7   | 11  | 5            | 9   | 4  | 8   | 11  | 120 | 01.   | 289    |
| Ich will leben             | 9  | 10 | 5   | 6   | 6   | 11           | 4   | 11 | 2   | 12  | 110 | 02.   | 186    |
| Schenk mir deine Träume    | 10 | 1  | 6   | 10  | 12  | 10           | 8   | 5  | 3   | 6   | 90  | 03.   | 161    |
| Während du mich liebst     | 7  | 2  | 9   | 9   | 9   | 8            | 11  | 7  | 11  | 7   | 80  | 04.   | 160    |
| Ehrlichkeit                | 6  | 9  | 10  | 4   | 1   | 7            | 2   | 8  | 1   | 4   | 100 | 05.   | 152    |
| Das kann niemand so wie du | 2  | 12 | 4   | 11  | 10  | 2            | 12  | 12 | 12  | 8   | 60  | 06.   | 145    |
| Für dich amore blu         | 8  | 8  | 7   | 5   | 3   | 6            | 1   | 2  | 4   | 9   | 70  | 07.   | 123    |
| Er ist nicht wie du        | 4  | 7  | 2   | 1   | 5   | 12           | 5   | 10 | 6   | 10  | 50  | 08.   | 112    |
| Im Sturm der Gefühle       | 5  | 6  | 11  | 12  | 8   | 3            | 10  | 1  | 7   | 1   | 40  | 09.   | 104    |
| Heut’, hier und jetzt      | 1  | 4  | 1   | 3   | 4   | 4            | 3   | 6  | 9   | 5   | 30  | 10.   | 070    |
| Ich steh’ zu dir           | 12 | 3  | 3   | 8   | 2   | 9            | 7   | 3  | 10  | 3   | 10  | 10.   | 070    |
| Antwort auf Zärtlichkeit   | 3  | 5  | 8   | 2   | 7   | 1            | 6   | 9  | 5   | 2   | 20  | 12.   | 068    |